# György Sarlós
György Sarlós, madžarski veslač, * 29. julij 1940, Budakeszi. 
Sarlós je za Madžarsko nastopil na Poletnih olimpijskih igrah 1960 v Rimu, Poletnih olimpijskih igrah 1968 v Mexico Cityju in na Poletnih olimpijskih igrah 1972 v Münchnu.
V Rimu je bil član četverca brez krmarja, ki je bil izločen v repasažu.
Na igrah leta 1968 je bil član madžarskega četverca brez krmarja, ki je osvojil srebrno medaljo. 
Na igrah leta 1972 je veslal v paru z Lászlóm Baloghom v dvojcu brez krmarja, ki je bil izločen v repasažu.